# Дружба (Карасуський район)
Дру́жба (каз. Дружба) — село у складі Карасуського району Костанайської області Казахстану. Входить до складу Айдарлинського сільського округу.
Населення — 101 особа (2021; 278 у 2009, 280 у 1999, 275 у 1989).